# کانالخاس د پنیافیل
کانالخاس د پنیافیل (به اسپانیایی: Canalejas de Peñafiel) یک شهرستان در اسپانیا است که در استان وایادولید واقع شده‌است.